# Hyrrokkin (maan)
Hyrrokkin is een retrograde maan van Saturnus. De maan werd ontdekt op 26 mei 2006 door Scott S. Sheppard, David Jewitt, Jan Kleyna en Brian Marsden na observaties gedaan tussen 12 december 2004 en 30 april 2006.

## Naam
De maan is vernoemd naar de oude reuzin Hyrrokkin uit de noordse mythologie, die hielp met het duwen van het schip hringhorni met daarin de god Baldr. Andere namen voor deze maan zijn S/2004 S19 en Saturnus XLIV.